# J-FEST
J-FEST（ジェイフェスト）は、ロシアの日本ポップ文化系イベント。コスプレ大会のほか、生け花、折り紙、囲碁、書道などの教室が開かれる。モスクワで毎年開催されている。主な主催者はロシア日本国大使館。

## 音楽出演者
- 2010年 - AKB48
- 2011年 - KAN、May J.、桃井はるこ
- 2012年 - 牧野由依
- 2013年 - 上坂すみれ[6]
- 2014年 - 藍井エイル[2]

## その他の参加者・出演者
- 2012年 - 鈴木光司、灰野敬二、沖縄歌舞劇団 美
- 2014年 - 劇団京弥